# Jeannette Vermeersch
Jeannette Vermeersch, all'anagrafe Julie Marie Vermeersch (La Madeleine, 26 novembre 1910 – Callian, 5 novembre 2001), è stata una politica francese.
È principalmente nota per essere stata la compagna (1932-1947) e, successivamente, la moglie (1947-1964) di Maurice Thorez, segretario generale del Partito Comunista Francese (PCF), da cui ebbe tre figli, nati prima del loro matrimonio.

## Biografia
Nata a La Madeleine, settima di nove figli in una famiglia operaia, Jeannette Vermeersch iniziò a lavorare a dieci anni, nonostante fosse proibito per legge, a quei tempi, l'impiego di minori di 13 anni. Il suo primo lavoro fu come domestica per un mercante di vini, poi per una famiglia borghese, finché non venne assunta come operaia in una fabbrica tessile nel 1921, continuando comunque a lavorare come domestica dopo le ore di lavoro in fabbrica.
Iniziò la sua attività come sindacalista in 1927. Attraverso i contatti stabiliti nel sindacato, scoprì il comunismo, la cui crescita, come movimento, era in pieno fermento nella Francia di quegli anni, molti anni dopo il Congresso di Tours, e fondò una sezione dei Giovani Comunisti. Per la sua attività comunista, nel 1929 venne designata a partecipare ad una delegazione di lavoratori tessili che viaggiò alla scoperta dell'Unione Sovietica. Quando i suoi compagni tornarono in Francia, Jeannette Vermeersch scelse di prolungare il suo soggiorno, rimanendo a Mosca molti mesi per lavorare "per la causa". È in questa occasione che sentì nominare per la prima volta Maurice Thorez, poco prima di conoscerlo al 16º Congresso del Partito Comunista dell'Unione Sovietica nel 1930.
Il loro rapporto divenne intimo solo nel 1932. Nei sette anni successivi, Jeannette Vermeersch si concentrò nella sua missione per il Partito Party; come agente, fu zelante ma un po' riservata. Per esempio, sotto la guida di Jacques Duclos, organizzò un congresso straordinario della Gioventù Comunista nel 1933, riprendendo il controllo di un movimento sospettato di volgere verso una posizione "avanguardista". Fu anche uno dei membri cardine della nuova organizzazione che il Partito volle formare, il Sindacato delle Giovani Donne Francesi. Dopo l'inizio della Guerra Civile Spagnola, nel 1936 lavorò intensamente per costituire una rete di persone in solidarietà con la  Seconda Repubblica Spagnola, in aggiunta a tutte le sue altre responsabilità. Guidò l'operazione per l'invio di cibo e altro materiale ai Repubblicani e organizzò l'accoglimento dei rifugiati politici in terra francese, con la rete dei comunisti presenti nelle piccole città francesi.
Il 2 ottobre 1939, poco dopo l'inizio della Seconda guerra mondiale, accompagnò Mounette Dutilleul, che era venuta a Chauny per portare a Maurice Thorez l'ordine di disertare, emesso dalla Terza Internazionale. Scortata da Alphonse Pelayo, partirono insieme verso il Nord département, ma passarono la frontiera belga separatamente. Jeannette Vermeersch e i suoi due figli piccoli si riunirono con Maurice Thorez a Mosca e rimasero in URSS fino al novembre 1944. Jeannette partorì il terzo figlio in una clinica vicino a Mosca.
Nel 1945, dopo il suo ritorno in Francia, Jeannette Vermeersch fu eletta deputata all'assemblea costituente dal 21 ottobre 1945 al 5 maggio 1946, quando la prima proposta per la nuova costituzione francese venne respinta da un referendum. Da allora fu eletta, senza interruzioni, ad ogni legislatura dell'Assemblea Nazionale fino al 1958, e poi al Senato, fino al 1968.
Il 17 settembre 1947, Maurice Thorez e Jeannette Vermeersch ufficializzarono la loro unione con il matrimonio nel municipio di Choisy-le-Roi (oggi nel dipartimento Val-de-Marne). In 1950, quando Maurice Thorez fu colpito da emiplegia e partì per curarsi in URSS, Jeannette Vermeersch entrò nel Politburo del Partito Comunista Francese, di cui fu membro fino al 1968.
After 1950, Jeannette Vermeersch also used the name Jeannette Thorez-Vermeersch, but she is usually known by her historical pseudonym, notably within the Communist Party. She never used the name Jeannette Thorez.
Nel 1956, Jeannette Vermeersch, parlando come vicepresidente del Sindacato delle Donne Francesi, prese posizione contraria al controllo delle nascite: "Il controllo delle nascite, maternità volontaria, è un'esca per le grandi masse, ma è un'arma nelle mani della borghesia, contro le leggi sociali". Questa posizione fu contraria a quella di numerosi attivisti, particolarmente nel campo medico. Thorez prese le parti di Jeannette nel condannare le congetture neo-malthusiane.
Dopo la morte di Thorez nel 1964, fu spesso molto critica sulla nuova direzione presa dal Segretario Generale Waldeck Rochet, e decise di dimettersi dal Politburo nel 1968 dopo che Rochet espresse disapprovazione l'intervento delle truppe del Patto di Varsavia in Cecoslovacchia per mettere fine alla Primavera di Praga. Questo concluse la sua carriera politica, rimanendo comunque una militante di base, rinnovando la sua appartenenza al Partito Comunista fino alla sua morte.
È morta a Callian (Var) venne cremata e le sue ceneri vennero trasferite a Parigi, al cimitero di Père-Lachaise, nella tomba di Maurice Thorez.
Alla sua morte Robert Hue, presidente del partito, e Marie-George Buffet, segretario nazionale e ministro per gli affari giovanili e lo sport, sottolinearono che, nonostante non fossero d'accordo su numerosi punti, riconoscevano l'inossidabilità delle sue convinzioni e della permanenza del segno lasciato dalla sua partecipazione.

## Funzioni sindacali e di partito
- 1930–1931: membro della segreteria dei Giovani Comunisti del dipartimento Nord
- 1931–1932: membero del comitato nazionale dei giovani iscritti della Confederazione Generale Unitaria del Lavoro
- 1932–1934: membero del comitato nazionale dei Giovani Comunisti
- 1934–1935: co-direttrice del Sindacato delle Giovani Donne Francesi
- 1945–1974: vicepresidente of the del Sindacato delle Donne Francesi
- 1950–1968: membro del Politburo of the Partito Comunista Francese

## Elezioni
- 1945–1946: deputata per il dipartimento Seine (prima assemblea costituente)
- 1946–1947: deputata per il dipartimento Seine (seconda assemblea costituente)
- 1947–1951: deputata per il dipartimento Seine
- 1951–1956: deputata per il dipartimento Seine
- 1956–1958: deputata per il dipartimento
- 1959–1964: senatrice per il dipartimento Seine
- 1964–1968: senatrice per il dipartimento Val-de-Marne

## Opere
- Jeannette Thorez-Vermeersch, Vers quels lendemains? : de l'internationalisme à l'eurocommunisme (Toward What Futures? From Internationalism to Eurocommunism), Hachette, «Hachette-Essais» collection, Paris, 1979. 204 p. ISBN 2-01-006694-4.
- Jeannette Thorez-Vermeersch, la Vie en rouge: mémoires (My Life in Red: Memoirs), Belfond, Paris, Febbraio 1998. 242 p. ISBN 2-7144-3515-7.